# Louis Archinard
Louis Archinard, francoski general, * 1850, † 1932.
1. 1 2  data.bnf.fr: platforma za odprte podatke — 2011.
2. ↑  podatkovna baza Léonore — ministère de la Culture.
3. ↑  SNAC — 2010.
4. ↑  Louis Archinard — 2009.